# Анђелија Рогић
Анђелија Рогић (Горјани, 1994) је српска манекенка која је представљала Србију на избору за Мис света 2017. године који је одржан у Сањи у Кини. Студирала је Учитељски факултет Универзитета у Београду, а ради као манекенка и наступа са фолклорном групом "Завичај".